# Arganil
Arganil es una villa portuguesa en el distrito de Coímbra, región estadística del Centro (NUTS II) y comunidad intermunicipal de Coímbra (NUTS III), con cerca de 4000 habitantes.

## Geografía
Es sede de un municipio con 332,13 km² de área y 11 067 habitantes (2021), subdividido en 14 freguesias. El municipio limita al norte con los municipios de Penacova, Tábua y Oliveira do Hospital, al nordeste por Seia, al este por Covilhã, al sur por Pampilhosa da Serra y por Góis y al oeste por Vila Nova de Poiares.

## Demografía
| Gráfica de evolución demográfica de Arganil entre 1864 y 2021 |
|                                                               |
| Datos según el nomenclátor publicado por el INE portugués.    |

## Freguesias
Las freguesias de Arganil son las siguientes:
- Arganil
- Benfeita
- Celavisa
- Cepos e Teixeira
- Cerdeira e Moura da Serra
- Côja e Barril de Alva
- Folques
- Piódão
- Pomares
- Pombeiro da Beira
- São Martinho da Cortiça
- Sarzedo
- Secarias
- Vila Cova de Alva e Anseriz